# Simon Haworth
Simon Haworth (Cardiff, 30 marzo 1977) è un allenatore di calcio ed ex calciatore gallese, di ruolo attaccante.

## Palmarès

### Giocatore

#### Competizioni nazionali
- Football League Trophy: 1

Wigan: 1998-1999